# 동일스틸럭스
동일스틸럭스 주식회사는 부산광역시 사상구 가야대로 46에 본사를 둔 특수강봉강 기업으로, 관계회사로는 대선조선이 있다.